# 石田健
石田 健（いしだ けん、1989年10月14日 - ）は、日本の起業家、エンジェル投資家、評論家、コメンテーター。インターネットニュースメディア『The HEADLINE』編集長。早稲田大学2023年度招聘講師。未婚。

## 来歴
東京都練馬区出身。早稲田大学高等学院、早稲田大学文学部卒業、早稲田大学大学院政治学研究科修士課程修了。
大学院在学中の2011年9月に、成田修造、中川綾太郎と共同でウェブメディアを手がけるアトコレを設立する。事業は成長しないままチームは解散したが、残って同社の代表に就任。以後はウェブメディア事業やコンテンツマーケティング事業を手掛け、2015年9月にメンバーズがマイナースタジオ（旧アトコレ）の株式を取得して子会社化を発表、子会社代表としてグループ傘下となる。買収額は、数億円規模だった。
2020年にニュース解説メディア「The HEADLINE」を創業し、2022年にメンバーズを退社して株式会社リバースタジオを設立する。
各種メディアでニュースを解説し、日本テレビ系列『スッキリ』と『DayDay.』で火曜日コメンテーターのほか『サンデージャポン』、『ビートたけしのTVタックル』などのテレビ番組に出演する。2024年からは、ラジオ・J-WAVEのJAM THE PLANETでパーソナリティを務める。2023年に早稲田大学商学部で起業家養成講座IIの講師を務めた他、慶應義塾大学や弘前大学、早稲田大学などでメディアや政治学などのゲスト講師も務める。
2025年、中居正広による女性トラブルにともなうフジテレビの記者会見で、怒号が飛び交う中で女性への2次加害をたしなめた「金髪記者」として注目された。

## 人物
- 関心領域は政治思想、東アジアの近代史、テクノロジー時代の倫理と政治[2]。
- 好きなことをやるための努力は惜しまないため、「そこまでオフは必要としていない」と語る[15]。
- 「時間はスマホで確認できるから」10年以上時計を着けていない[16]。
- 初の著書『カウンターエリート』の執筆の経緯については、ピーター・ティールが2024年米大統領選でのドナルド・トランプの勝利を「カウンターエリートの勝利」と評したことに注目し、2024年末のイベントでその話をしたところ、イベントに来ていた文藝春秋の編集者の共感を呼び、書籍化が決定。イベント直後から執筆を開始し、年明けの1～2月の約2ヶ月で全287ページを書き上げたと語っている[17]。
- 母が広島県出身であり、自治大臣・国家公安委員会委員長をつとめた広島出身の政治家・永山忠則は親戚にあたる。

## 書籍
『カウンターエリート』 文藝春秋、2025年

## 出演

### TV

#### 現在
- DayDay. （日本テレビ系列、2023年4月 - ）火曜日レギュラー、木曜日（不定期）コメンテーター[19]
- 堀潤 Live Junction（TOKYO MX、2024年10月 - ）[20]
- ABEMAヒルズ（Abema TV、2020年 - ）月次コメンテーター（12:00 - 13:00）[20]
- ビートたけしのTVタックル（テレビ朝日系列）[20]
- サンデージャポン（TBS系列）[20]
- ドデスカ!（名古屋テレビ）[20]
- 深層NEWS（BS日テレ）[21]
- 週刊フジテレビ批評（フジテレビ）[22]
- そこまで言って委員会NP（読売テレビ）[23]
- がっちりマンデー（TBS）[24]
- Nスタ（TBS）
- Live News イット！（フジテレビ）
- サタデーLIVE ニュース ジグザグ（読売テレビ）
- Mr.サンデー（フジテレビ）
- ネプリーグ（フジテレビ）[25]
- zero選挙2025（日本テレビ）[26]

#### 過去
- スッキリ（日本テレビ系列、2022年4月 - 2023年3月）月曜日コメンテーター[27]
- 堀潤モーニングFLAG（TOKYO MX、2023年6月 - 2024年9月）

### 新聞・雑誌
- 雑誌『Pen』「リラックスできる環境はつくれる。経営者として考える組織の在り方」[28]

### ラジオ
- JAM THE WORLD（J-WAVE） 「ニュースを知ることと理解することの違い」[29]
- JAM THE PLANET (J-WAVE)　水・木曜日ナビゲーター
- THE NICHE WORKBOOK（2025年5月3日、J-WAVE） - ゲスト
- 山崎怜奈の誰かに話したかったこと。（2024年10月9日、TOKYO FM） - ゲスト[30]
- START LINE（2024年5月17日、2025年2月28日、J-WAVE） - ゲスト[31][32]

### オンライン
- RECRUIT Corporate Blog 「量ではなく質を求める。The HEADLINE編集長 石田健があえて「ニュースは読むな」と言う理由」[33]
- RECRUIT Corporate Blog 「The HEADLINE編集長 石田健に聞く、知るだけでなく理解するための情報の深堀り方」[34]
- 現代ビジネス[2]
- NewsPicks「【石田健】僕が「物語を押し付けない」メディアを作る理由」[35]
- サンデー毎日「西田亮介の深層熟考「日本のメディアに未来はあるか!?」ゲスト：石田健」[36]
- 街録ch〜あなたの人生、教えて下さい〜「石田健/フジ10時間会見 暴走記者止めた金髪/後日フジから呼び出し週刊文春凸した訳…」[37]
- 新R25チャンネル「“ニュースに批判の声を上げる”って意味ある？ 石田健さんに聞いたら「正義は人それぞれ、ではない」と諭された」[38]
- 夜明け前のPLAYERS「成田のいない夜 “MC永野”が爆走！ オタクたちが“本気で観てる”YouTubeチャンネルを語り倒す！永野×宇垣×石田×みなみかわ【夜明け前のPLAYERS特別版・YouTube編】」[39]
- 大竹まこと ゴールデンラジオ!「『世界中で台頭する＜カウンターエリート＞の論理とは』【ゲスト：石田健さん】2025年5月30日（金）【大竹メインディッシュ】」[40]

### イベント
- ゲンロンカフェ「石田健×柳澤田実 『カウンターエリート』刊行記念（仮）」[41]
- 「『カウンターエリート』（文春新書）刊行記念 石田健 トークライブ＆サイン会 in梅田Lateral」[42]

### その他
- 早稲田大学商学部 起業家養成講座 [4]
- 早稲田大学社会科学部 「政治過程論」ゲスト講義

- 弘前大学人文社会科学部（安中進助教ゼミ）特別講義[43]
- 日本新聞協会メディア開発委員会専門部会「AIがメディア業界に与える影響とその活用法」講演[43]
- ゲンロン 石田健×西田亮介×米重克洋「『メディア』はどこへ── 持続性、AI、政治介入」[44]
- 外務省 国際女性会議 WAW! 2022 特別セッション「若者たちの声を聴く：未来への提言」登壇[45]
- THE CREATIVE ACADEMY「社会を正しく読み解き理解する観察と思考」講義[46]